# Malibú (California)
Malibú (en inglés: Malibu /'mælʲɪbu:/) es una ciudad de los Estados Unidos, ubicada en la costa sur de California. En el censo del 2020 su población era de 10 654 habitantes.
El pueblo de Malibú consiste en una línea de 43,5 km en la costa del Pacífico, siendo famosa por su clima, sus playas arenosas y porque allí tienen casa varias estrellas mediáticas y su sede grandes compañías de entretenimiento del sureste de California.
Muchos de los residentes de Malibú viven a unos metros de la Pacific Coast Highway (California State Route 1), que atraviesa la ciudad entera. Limita al este con el cañón de Topanga, al norte con las Montañas de Santa Mónica, al sur con el océano Pacífico y al oeste con el condado de Ventura.
Entre sus playas más importantes se encuentran Surfrider Beach, Zuma Beach, Malibu State Beach y Topanga State Beach; entre sus parques más cercanos están el Parque estatal del arroyo Malibú (Malibu Creek State Park), Área recreativa nacional de las montañas de Santa Mónica (Santa Monica Mountains National Recreation Area) y Cueva Paradise (Paradise Cove), donde se han rodado muchas películas.
El nivel de vida en Malibú es alto, por el mantenimiento y alquiler de las casas, que suelen ser de madera. La mayoría de sus habitantes tienen vehículo particular, ya que el transporte público circula muy poco. Algunas familias alquilan casas durante el verano para pasar las vacaciones allí. Como la mayor parte de Malibú es residencial, tiene pocos bancos y centros comerciales.

## Clima
Malibú presenta un clima mediterráneo oceánico de verano suave, más específicamente (Csb) según la clasificación climática de Köppen. Al estar bajo la influencia directa del océano Pacífico, las temperaturas en la ciudad son más moderadas que en la zona interior de la región. La nieve es un fenómeno raro en la ciudad, sin embargo no es excepcional en las montañas circundantes, e incluso en la propia ciudad de Malibú se han producido la caída de copos, como los que se registraron el 25 de enero de 2021.     
| Parámetros climáticos promedio de Malibu, California | Parámetros climáticos promedio de Malibu, California | Parámetros climáticos promedio de Malibu, California | Parámetros climáticos promedio de Malibu, California | Parámetros climáticos promedio de Malibu, California | Parámetros climáticos promedio de Malibu, California | Parámetros climáticos promedio de Malibu, California | Parámetros climáticos promedio de Malibu, California | Parámetros climáticos promedio de Malibu, California | Parámetros climáticos promedio de Malibu, California | Parámetros climáticos promedio de Malibu, California | Parámetros climáticos promedio de Malibu, California | Parámetros climáticos promedio de Malibu, California | Parámetros climáticos promedio de Malibu, California |
| Mes                                                  | Ene.                                                 | Feb.                                                 | Mar.                                                 | Abr.                                                 | May.                                                 | Jun.                                                 | Jul.                                                 | Ago.                                                 | Sep.                                                 | Oct.                                                 | Nov.                                                 | Dic.                                                 | Anual                                                |
| ---------------------------------------------------- | ---------------------------------------------------- | ---------------------------------------------------- | ---------------------------------------------------- | ---------------------------------------------------- | ---------------------------------------------------- | ---------------------------------------------------- | ---------------------------------------------------- | ---------------------------------------------------- | ---------------------------------------------------- | ---------------------------------------------------- | ---------------------------------------------------- | ---------------------------------------------------- | ---------------------------------------------------- |
| Temp. máx. media (°C)                                | 17.5                                                 | 17.1                                                 | 17.3                                                 | 17.6                                                 | 18.4                                                 | 19.6                                                 | 21.2                                                 | 21.8                                                 | 21.7                                                 | 21.2                                                 | 19.6                                                 | 17.6                                                 | 19.2                                                 |
| Temp. mín. media (°C)                                | 10.4                                                 | 10.9                                                 | 11.8                                                 | 12.7                                                 | 13.8                                                 | 15.3                                                 | 17.1                                                 | 17.4                                                 | 15.4                                                 | 14.9                                                 | 12.9                                                 | 10.5                                                 | 13.6                                                 |
| Precipitación total (mm)                             | 72.1                                                 | 87.4                                                 | 49.8                                                 | 16.8                                                 | 5.3                                                  | 1                                                    | 0.3                                                  | 1                                                    | 3.3                                                  | 12.7                                                 | 27.4                                                 | 47.8                                                 | 324.9                                                |
| Fuente: The Weather Channel                          |                                                      |                                                      |                                                      |                                                      |                                                      |                                                      |                                                      |                                                      |                                                      |                                                      |                                                      |                                                      |                                                      |

## Historia

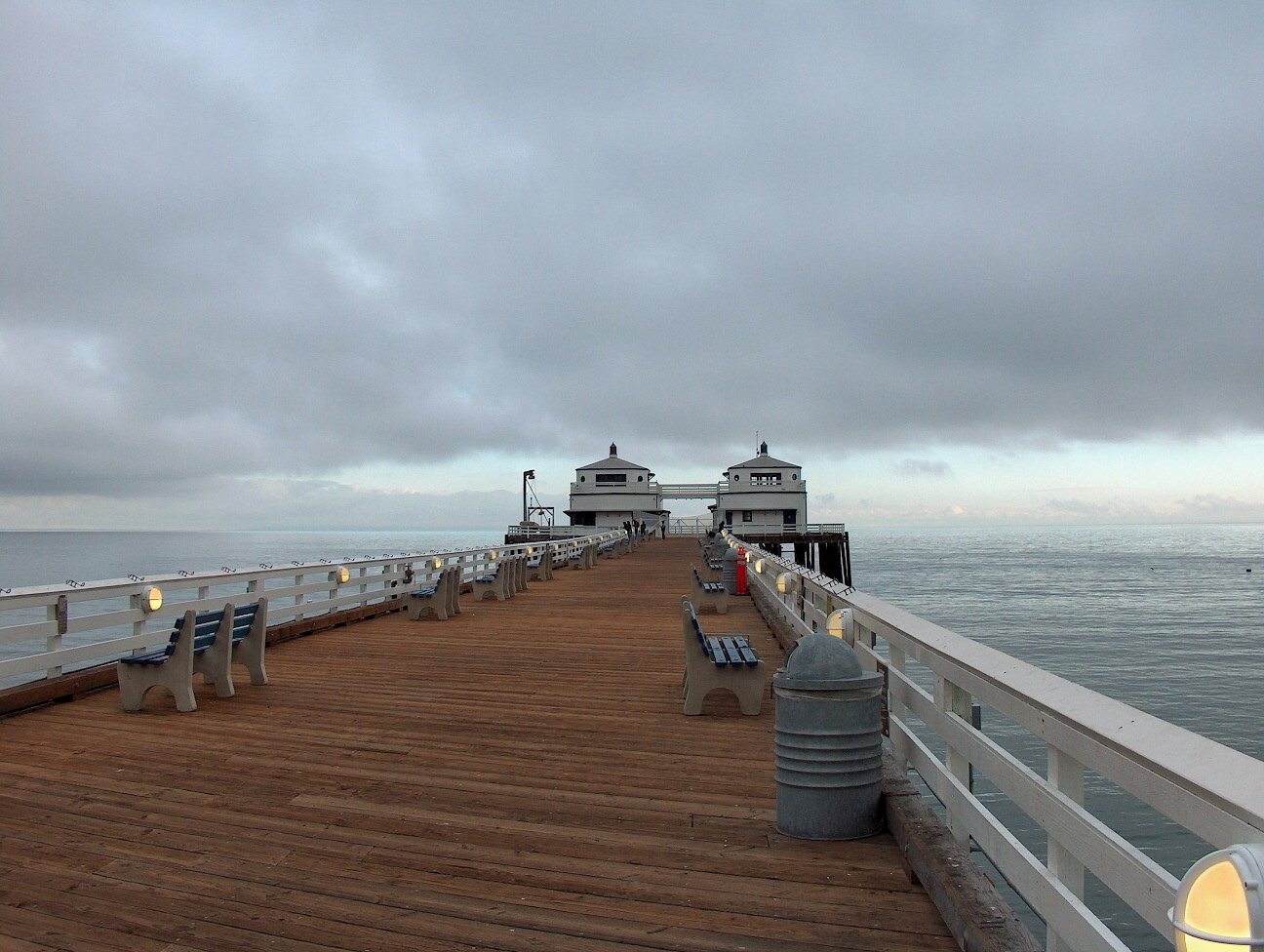
El muelle de Malibú cerca de la famosa playa de los Surfistas.

Malibú era una parte del territorio de la región Chumash de indígenas americanos, que lo llamaban «Humaliwo» o ‘los sonidos del oleaje fuerte’.
El explorador español Juan Cabrillo, según se cree, llegó a la Laguna Malibú en la boca de Malibu Creek, para obtener agua dulce en 1542. La presencia española regresó a California con los misioneros, y el área era parte del Rancho Topanga Malibu Sequit (un área de 13,000 acres (120 km²)) hasta 1802. Aquel rancho pasó a manos de Frederick Hastings Rindge en 1891. Él y su viuda, Rhoda May Rindge, protegieron el territorio contratando guardias que evitaban que alguien pasara a la propiedad y luchando en los tribunales para evitar que construyeran una línea del ferrocarril Southern Pacific. Había pocos caminos en el área antes de 1929, cuando el estado ganó el caso en el tribunal y construyó el camino ahora conocido como la Carretera de la Costa Pacífica. Para entonces Rindge fue forzado a subdividir su propiedad y comenzar la venta y alquiler de ciertas partes. La casa Rindge, conocida como la Casa Adamson (un sitio histórico nacional), es ahora parte del Malibu Creek State Park y está situado entre la playa estatal de la laguna de Malibú y la playa Surfrider, al lado del muelle Malibú, que originalmente fue construido para el yate de la familia.

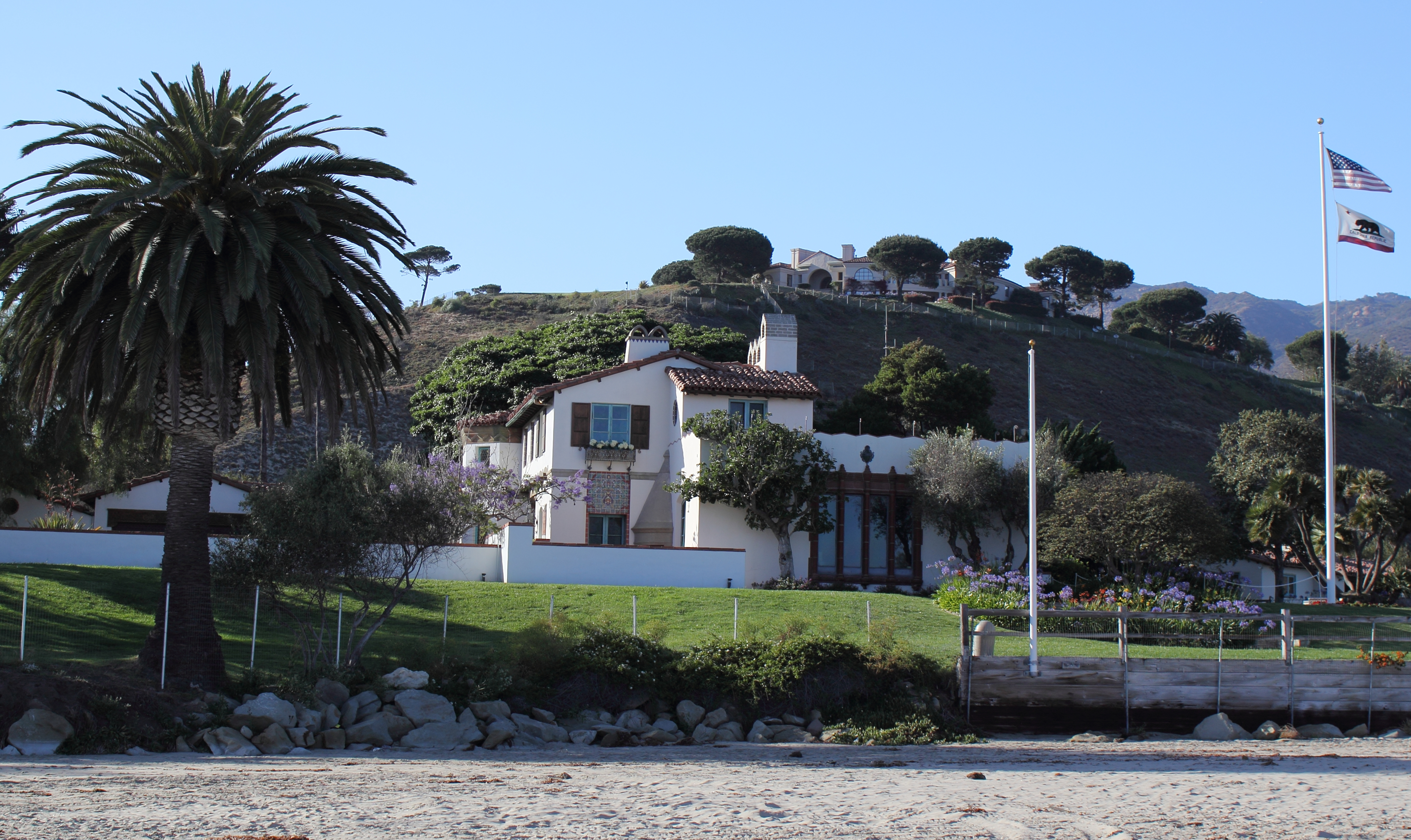
La casa Adamson (1930), un inmueble histórico incluido en el Registro Nacional de Lugares Históricos en California.

En 1926, en un esfuerzo para evitar vender la propiedad y la quiebra, Rhoda May Rindge creó una pequeña fábrica de azulejos de cerámica. La llamó Malibu Potteries, esta empleó a más de 100 trabajadores, y produjo los azulejos decorativos que cubrieron muchos edificios públicos en Los Ángeles y algunas residencias en Beverly Hills. La fábrica, localizada una milla y media al este del muelle de embarque, fue devastada por el fuego en 1931. Aunque la fábrica reabrió parcialmente en 1932, no pudo reponerse de los efectos de la Gran Depresión y el descenso natural en proyectos de construcción en el sur de California. Las muestras del fino azulejo pueden verse en la Casa Adamson y en Serra Retreat, una mansión de cincuenta habitaciones que fue comenzada en los años 1920 como la residencia principal de Rindge en la colina, con vista a la laguna. El edificio inacabado fue vendido a la Orden Franciscana en 1942 y es usado como una instalación del Retiro Serra. El edificio se incendió en 1970 y fue reconstruido usando muchos de los azulejos originales.
La colonia Malibú fue una de las primeras áreas pobladas después de que Malibu tuviera acceso caminero en 1929, y se convirtió en uno de los distritos más famosos de Malibu. Está localizada cerca del Malibu Road, al oeste de la Pacific Coast Highway y enfrente de la playa Malibu Lagoon. Inicialmente Ringe mantenía el control de la playa Malibu, permitiendo solo a pocas estrellas de Hollywood construir casas de playa en la zona, pero una década después la necesidad de dinero obligó a Ringe a vender la propiedad y así nació la Colonia Malibu. Es conocida por ser un lugar privado de reunión para famosos, se convirtió en una zona con casas costosas en terrenos pequeños. 
En 1991 la mayoría del territorio de Malibú fue municipalizado como ciudad para permitir un mejor control local del área. Antes de tener el estatuto de municipio, los residentes locales habían evitado muchas propuestas del condado, incluyendo un autopista, una planta nuclear y muchos proyectos para reemplazar las fosas sépticas con drenaje. En 1986, cuando la junta de Supervisores del Condado de Los Ángeles aprobó los planes para una alcantarilla regional era lo suficientemente grande como para servir a 400.000 personas en el oeste de las montañas de Santa Mónica. Los residentes estaban indignados de que se elevaron las tasas e impuestos a pagar por el proyecto de alcantarillado de ese tamaño, y se temía que la autopista fuera ampliada para un posible crecimiento que los habitantes no querían. Los Supervisores del condado lucharon en los tribunales contra la ciudad, e impidieron votar, sin embargo la decisión fue anulada en los tribunales.

## Geografía
Como zona costera, la mayor parte es árida con colinas y cañones a medida que se aleja.

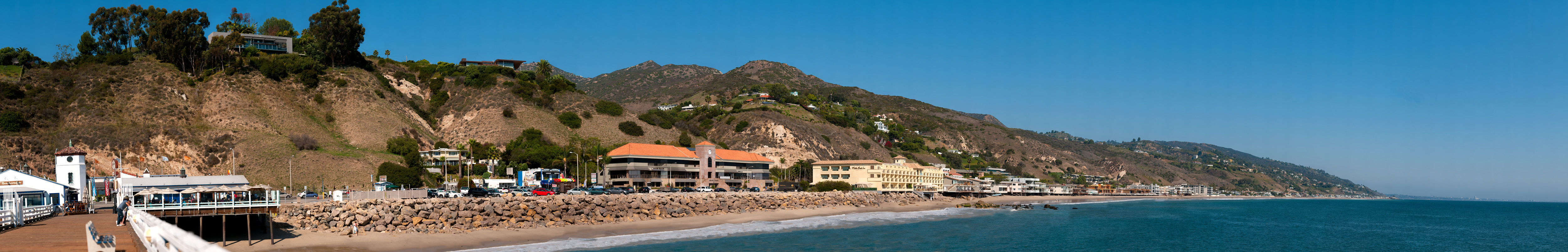
Playa de Malibú fotografiada desde el muelle.

## Demografía
Según el censo del 2020 tenía 10.654 personas; pero proyecciones recientes detectaron una población de 32.900 habitantes.[cita requerida]. 

## Educación

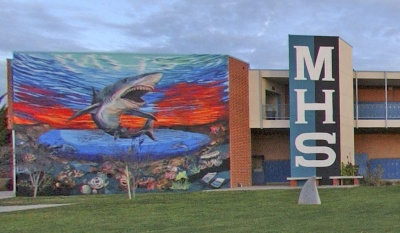
Escuela Preparatoria Malibú

El Distrito Escolar Unificado de Santa Mónica-Malibú gestiona escuelas públicas, incluyendo la Escuela Preparatoria Malibú (con educación de secundaria y preparatoria).
Posee una universidad privada cristiana llamada Pepperdine University que está ubicada en el centro de Malibú, al norte de Malibu Colony en el cruce entre Pacific Coast Highway y Malibu Canyon Road.

## En los medios
Malibú es la residencia de muchas celebridades, por lo que es punto de encuentro con los paparazzi.
- En la serie animada Totally Spies! las chicas estudian en una Universidad en Malibú

- En el 2000 Brad Pitt y Jennifer Aniston se casaron en estas playas
- Jaden Smith hijo de Will Smith y Jada Pinkett Smith nació en esta ciudad.
- La exitosa banda Hole tiene su propia canción y vídeo acerca de Malibú.
- En la película Terminator 2: el juicio final, el director de proyectos especiales de Cyberdyne Systems Corporation, Miles Bennett Dyson (Joe Morton) vive en una lujosa mansión sobre la playa de Malibú.
- Hannah Montana es una serie original de Disney Channel que se basa en la ciudad de Malibu, sobre la vida de una estrella pop adolescente que mantiene su identidad real oculta. La casa de Hannah Montana es en realidad falsa, pero las escenas si son verdaderas.
- Los Primeros capítulos de ¿Dónde esta Elisa? (telenovela estadounidense) se grabaron en una lujosa Mansión de Malibú.
- Two and a half men (Dos hombres y medio en español) se basa en la vida de Charlie Harper (Charlie Sheen) quien vive con su hermano Alan (Jon Cryer) y su sobrino Jake (Angus T. Jones) en una casa en la playa en Malibú. En esta serie algunos famosos resultan ser vecinos de Charlie.
- En la serie animada Rocket Power mencionan a Malibú como una playa ideal para surfear.
- En la película Barbie en una aventura de sirenas Barbie vive en Malibú, con el sueño de convertirse en la mejor surfera de Malibú.
- Cimorelli la banda constituida por 6 hermanas, viven en Malibú.
- En la costa de Malibú, las cenizas del célebre cantante de scat estadounidense, John Paul Larkin (Scatman John), fueron arrojadas en el año 2001, de acuerdo a su deseo póstumo.
- El video musical What Makes You Beautiful de la banda británica One Direction fue grabado en la playa de Malibú.
- Christina Aguilera grabó en la playa de Malibú su video musical Genie in a Bottle
- Britney Spears grabó en la playa de Malibú su video musical Sometimes
- La serie Zoey 101 se grabó en la famosa universidad de Pepperdine situada en Malibú
- El video musical Somebody To You de la banda británica The Vamps está grabado en la playa de Malibú.
- Fue donde se originó la banda de Rock Alternativo "Lifehouse".
- En las series Barbie: Life in the DreamHouse y Barbie Dreamhouse Adventures, Barbie, vive con sus hermanas en la ciudad de Malibú
- El video musical High By The Beach de Lana del Rey fue grabado en Malibú.
- En Los Simpsons, la muñeca de Lisa Simpson que parodia a la Barbie, se llama Stacy Malibú.
- El video musical de Miley Cyrus «Malibu» del primer sencillo de su sexto álbum, fue grabado e inspirado en Malibú.
- El batería Roger Taylor, de la banda de rock británica Queen, filmó su video solista titulado Strange Frontier en Malibú en julio de 1984